# Die Rächer
Die Rächer (engl.: The Avengers) ist eine US-amerikanische Comicserie des Verlags Marvel Comics, die die Abenteuer des gleichnamigen Superheldenteams erzählt. Die erste Ausgabe erschien im September 1963.

## Inhalt
Die Originalserie führt einige der bekannteren Helden des Marvel-Universums zusammen und ließ sie gemeinsam Abenteuer erleben. Gründungsmitglieder der Rächer waren Iron Man, Thor, Ant-Man (weitere angenommene Zweitidentitäten Giant-Man, Goliath, Yellowjacket. The Wasp II), Wasp und der Hulk, der das Team jedoch schon nach der ersten Ausgabe wieder verließ. In Heft #4 stieß Captain America (a.k.a. Nomad, The Captain, Commander Rogers) zu den Rächern.
In den 60er Jahren stießen außerdem noch Hawkeye (a.k.a. Goliath, Ronin), Quicksilver, Scarlet Witch, Swordsman, Hercules, Black Panther, Vision und Black Knight zum Team.
Stetiger Wechsel war und ist ein Bestandteil der Rächer/Avengers, in den 70er Jahren traten dem Team Black Widow, Mantis, Beast von den X-Men, Moondragon, Hellcat, Two-Gun Kid, Ms. Marvel (aka. Binary, Warbird, Captain Marvel) und Falcon bei.
Die 80er Jahre Neuzugänge waren: Tigra, She-Hulk, Captain Marvel (a.k.a. Photon, Pulsar, Spectrum), Starfox, Namor (a.k.a. Sub-Mariner) und Doctor Druid.
Außerdem formierte sich in den 80er Jahren das erste Spin-Off Rächer Team; die West Coast Avengers. Die Serie lief von 1984 bis 1987. Ihre Mitglieder waren unter anderen Mockingbird, War Machine (a.k.a. Iron Man II, Iron Patriot), Das Ding, Moon Knight sowie Firebird (a.k.a. Esprita).
Nach dem Crossover Inferno formierte sich das Rächerteam abermals in den Jahren 1989–1990 neu und folgende Figuren kamen hinzu: Demolition Man, Forgotten One, Mr. Fantastic, Die Unsichtbare, U.S. Agent, Quasar, Die Fackel (Jim Hammond), Sersi und Stingray.
In den Jahren 1991 und 1992 kamen weitere Figuren hinzu, von denen jedoch viele nur als Reservemitglieder Rächer wurden, sie also nur wenn sie benötigt wurden zum Einsatz kamen. Hier sind folgende Figuren zu nennen: Spider-Man, Sandman, Rage, Machine Man (a.k.a. X-51), Living Lightning, Spider-Woman (a.k.a. Arachne, Madame Web II), Crystal, Thunderstrike (a.k.a. Thor II) und Darkhawk.
Nach den Events Wiedergeburt der Helden und Rückkehr der Helden kamen in den Jahren 1998–2004 folgende Figuren zum Einsatz: Justice, Firestar, Triathlon (a.k.a. 3-D Man), Silverclaw, Jack of Hearts, Ant Man II (Scott Edward Lang), Captain Britain (Lionheart).
Diese Serie endete im Comicevent Heldenfall, bei dem die New Avengers sich anschließend formierten und Luke Cage (Power Man), Wolverine, Sentry und Echo (a.k.a. Ronin) zu den Rächern stießen.
Im Marvel-Event Civil War, bei dem Norman Osborn sich als Retter der Menschheit vor Superhelden-'Renegaten' zu präsentieren suchte, spaltete sich das Team in die Kontra-Registrierung-Seite Secret Avengers und die Pro-Registrierung-Seite, die sich später unter dem Namen Mighty Avengers sammelte. Osborn schaffte dies mit seinem Dark Avenger Team. Hier schlüpften zum Teil bekannte Superschurken in die Kostüme der Rächer, so etwa Moonstone als Captain Marvel, Ragnarok als Thor, Daken als Wolverine, Venom als Spider-Man und Bullseye als Hawkeye.
Führer der Secret Avengers ist Luke Cage, der unterstützt wird von Spider-Man, Dr. Strange, Spider-Woman, Iron Fist und dem zweiten Ronin, unter dessen Maske sich Hawkeye, der frühere Führer der West Coast Avengers und der Thunderbolts befindet, sowie Echo und Wolverine. Zur Führerin und Mitgründerin der Mighty Avengers wurde Miss Marvel ernannt, die nun Iron Man, den Sentry, Wonder Man, Ares, Black Widow und Wasp leitet. Nach dem Civil War kamen noch Amadeus Cho, Jocasta, Stature und der neue Vision zum Team hinzu.
Dem Civil War folgte schließlich das Heroic Age, Steve Rogers galt als tot und James ‚Bucky‘ Barnes, der vorher als Winter Soldier gearbeitet hatte, nahm die Rolle von Captain America ein, weitere neue Rächermitglieder in den Jahren 2010–2011 waren: Spider-Woman (Jessica Drew), Valkyrie, Sharon Carter (a.k.a. Agent 13), Nova (Richard Rider), Ant-Man (Eric O’Grady), Iron Fist, Power Woman (a.k.a. Jewel), Protector (a.k.a. Marvel Boy, Noh-Varr), Doctor Strange, Red Hulk.
Abermals durchliefen einige Änderungen das Team nach dem Event Fear Itself, so kamen Daredevil, Storm, Quake, Captain Britain und Venom (Flash Thompson) als Rächer zum Einsatz.
Jährlich brachte Marvel nun Events heraus, die immer Änderungen und neue Mitglieder für alle Teams bedeuteten. Nach dem Event Avengers vs. X-Men kamen weitere Figuren in den Genuss ein Rächer werden zu dürfen: Havok, Sunspot, Cannonball, Manifold, Shang Chi, Captain Universe, Smasher, Hyperion, Rogue, Sunfire, Doombot und Victor Mancha.
In den Jahren 2013–2014 lief das Infinity Event, bei dem wieder neue Mitglieder verzeichnet werden konnten. Diese waren: Abyss, Ex Nihilo, Nightmask, Star Brand, Alexis The Protector, Ronin (a.k.a. Blade, Eric Brooks), Blue Marvel, Power Man (Victor Alvarez) und White Tiger.
2014 startete dann Avengers Now. Auch hier gab es wieder Neuzugänge: Kaluu, Nova (Sam Alexander), Doctor Voodoo, Sabretooth, Pod und Validator sind zu nennen.
Von 2015 bis in die Gegenwart sind bei All-New All-Different weitere Änderungen eingetreten. So ist nun Thor (Jane Foster), Ms. Marvel (Kamala Khan), Spider-Man (Miles Morales), Deadpool, Synapse, Die Fackel (Johnny Storm), Songbird, Squirrel Girl, Wiccan, Hulkling, Cable, Medusa, Singularity, Dazzler und Sister Grimm mit bei den Rächern im Team.
Mitglieder, die ehrenhalber ernannt wurden, da sie sich entweder verdient gemacht haben oder ihr Leben für die Rächer ließen, sind Rick Jones, Captain Marvel (Walter Lawson), Whizzer, Moira Brandon, Shroud, Marrina, Yellowjacket (Rita DeMara), Swordsman (Phillip Javert), Magdalene, Deathcry, Masque, Iron Man und Flux.
Des Weiteren gab es noch viele Spin-Off Serien, wie die Young Avengers, die Great Lakes Avengers, Avengers Resistance, Astonishing Avengers und die Avengers Initiative.

## Wichtige Figuren der Serie

### Ant-Man
Dr. Henry „Hank“ Pym ist ein Biophysiker, der eine chemische Substanz entdeckte, mit der er seine Größe variieren kann: Die nach ihm benannten Pym-Partikel. Dabei wird er, wenn er schrumpft, zu Ant-Man (dt. Ameisen-Mann) und wenn er zu übermenschlicher Größe wächst, zu Giant-Man (dt. Riesen-Mann). Außerdem kann er mit Insekten, meist Ameisen, reden. Hank Pym ist mit Janet van Dyne alias „Wasp“ verheiratet, die ihre Kräfte ebenfalls seinen Pym-Partikeln verdankt. Er ist einer der Gründungsmitglieder der Rächer. Im Laufe seiner Karriere wechselte er des Öfteren sein Kostüm und brach schließlich nach seiner Scheidung seine Tätigkeit als Superheld ab. Er unterstützt aber die Rächer als Wissenschaftler.
Ein gleichnamiger Film mit Paul Rudd in der Rolle des Ant-Man erschien 2015. Dr. Hank Pym wurde von Michael Douglas verkörpert.

### Black Panther
Hinter der Maske des Black Panther steckt T'Challa, König des fiktiven, hochentwickelten afrikanischen Staates Wakanda. Der junge T’Challa übernahm nach der Ermordung seines Vaters T’Chaka dessen Thron. Black Panther besitzt keine Superkräfte, sondern greift lediglich auf verschiedene erlernte Kampftechniken, seine pantherhafte Agilität und spezielle kräftesteigernde Kräuter zurück. Black Panther wurde von Comicautor Stan Lee und Comiczeichner Jack Kirby erdacht. Er erschien das erste Mal in Fantastic Four #52 (Juli 1966). Damit ist Black Panther der erste afrikanische Superheld des US-amerikanischen Comic-Mainstreams.
Die Figur wird in den Filmen des Marvel Cinematic Universe von Chadwick Boseman gespielt und tritt erstmals in The First Avenger: Civil War auf.

### Black Widow
Black Widow (dt. Schwarze Witwe) ist eine Agentin des ehemaligen sowjetischen Geheimdienstes KGB. Die Original-Black-Widow, Natascha Romanoff (zuerst erschienen in Tales of Suspense #52 [April 1964]) kam in ihrem ersten Auftrag in den USA in Konflikt mit Iron Man, den sie daraufhin zu töten versuchte. Sie lief letztendlich über und wurde Agentin von S.H.I.E.L.D. sowie Mitglied der Avengers. Sie ist eine professionell ausgebildete Nahkämpferin und Spionin. Ihre Ausrüstung sind konventionelle Waffen und Hilfsmittel, getarnt als Allerweltsgegenstände.
Die Figur wurde in den Filmen des Marvel Cinematic Universe von Scarlett Johansson gespielt.

### Captain America
Captain America ist eine US-amerikanische Comicfigur, ein Superheld, der ein Kostüm in den Farben der Flagge der Vereinigten Staaten trägt. Geschaffen wurde sie von Jack Kirby und Joe Simon für den Verlag Timely Comics, einem Vorgänger des heutigen Verlags Marvel Comics. Captain America erschien zuerst 1941 in Heft 1 der Comicserie Captain America Comics. Die zu Kriegszeiten als Propaganda angelegten Comicgeschichten ließen Captain America häufig gegen Nationalsozialisten, Saboteure und andere Versinnbildlichungen der damaligen Kriegsgegner antreten. In späteren Jahren wurden die Geschichten mit Captain America von vielen Autoren zur Sozialkritik eingesetzt, jedoch gestaltet sich die Rezeption insbesondere in Deutschland schwierig. Im Laufe der Jahre erschienen Figuren mit unterschiedlichen Namen im Kostüm des Captain America. Die ursprüngliche und bekannteste Figur trägt – als Alter Ego – den Namen Steve Rogers.
In den Filmen des Marvel Cinematic Universe wurde die Rolle des Cap von Chris Evans übernommen.

### Hawkeye
Hinter der Maske von Hawkeye verbirgt sich Clint Barton, die Figur wurde von Stan Lee und Don Heck erdacht und hatte ihren ersten Auftritt in der Serie Tales of Suspense #57 im Jahr 1964. Eine richtige Superkraft besitzt Hawkeye nicht, er ist ein Meisterschütze, der verschiedene Trickpfeile hat, außerdem ist er Kampfkunstexperte und ein sehr guter Taktiker. In seiner Form als Goliath hatte er zudem eine erhöhte Stärke und Widerstandsfähigkeit und konnte zudem seine Größe ändern.
Bei seinem ersten Comicauftritt war Hawkeye kein Held, sondern trat gegen Iron Man an. Noch zweimal in der Reihe Tales of Suspense war Hawkeye als Gegenspieler zu sehen, genauer in den Ausgaben #60 und #64. Schließlich aber trat er den Rächern bei im Mai 1965 in der Ausgabe Avengers #16. Hier etablierte er sich sehr schnell als ein Stammmitglied des Teams.
Verheiratet war Clint mit der Superheldin Mockingbird, die Beziehung war aber nicht von Dauer, weitere Partnerschaften hatte er mit Black Widow und Kate Bishop, die bei den Young Avengers ebenfalls den Namen Hawkeye trug.
Bei den unterschiedlichsten Teams war Clint Mitglied, zum Beispiel bei den Defenders, Great Lakes Avengers, Thunderbolts, West Coast Avengers, Secret Avengers oder auch der Avengers Academy.
In den Filmen des Marvel Cinematic Universe wird Hawkeye von Jeremy Renner verkörpert.

### Hulk
Hulk (engl. Koloss, Klotz) ist die Titelfigur aus den gleichnamigen Marvel-Comics. Die erste Ausgabe wurde im Mai 1962 von Stan Lee und Jack Kirby veröffentlicht. Im Comic wird die Geschichte des Nuklearphysikers Dr. Bruce Banner erzählt, der nach einem Unfall mit dem Prototyp einer Gamma-Bombe großen Mengen an Gammastrahlung ausgesetzt wurde und sich fortan bei jedem Anflug von Wut in das rasende Monster Hulk verwandelt. Der hünenhafte Kraftprotz gerät wegen seiner durchschlagenden Stärke im jeweiligen Storyverlauf häufig in Auseinandersetzungen mit bewaffneten Streitkräften, die Hulk stoppen und ihn auch als „Waffe“ für sich nutzen wollen. Hulk ist eines der Gründungsmitglieder der Rächer. Er verließ diese jedoch bereits nach kurzer Zeit.
Hulks grüne Hautfarbe erklärt sich durch die unzähligen Chloroplasten in seiner Haut, mit denen er die nötigen Stoffwechselprodukte für seinen Energiebedarf herstellen kann.
Die Geschichte wurde oft adaptiert, unter anderem in einer Reihe von Animationsserien, in einer Fernsehserie und diversen Fernsehfilmen mit Bill Bixby als Banner und Lou Ferrigno als Hulk. Im Kinofilm Hulk (2003) wurde die Figur von Eric Bana gespielt.
In den Filmen des Marvel Cinematic Universe wurde der Hulk zunächst von Edward Norton und später von Mark Ruffalo gespielt.

### Iron Man
Iron Man (dt.: „Eisenmann“, in den ersten deutschen Veröffentlichungen „Der Eiserne“) ist eine Comic-Figur der Marvel Comics. Erschaffen wurde sie von Stan Lee, Don Heck und Jack Kirby. Ihr erster Auftritt war in dem Comic Tales of Suspense #39 im März 1963. 1968 erhielt sie eine eigene Reihe mit dem Titel Iron Man, die bis 1996 fortgesetzt wurde.
Iron Man ist das Alter Ego des Multimilliardärs Anthony Edward „Tony“ Stark. Dieser übernimmt den Familienbetrieb Stark Industries, nachdem seine Eltern bei einem Autounfall ums Leben kamen (Im MCU wurden seine Eltern vom Winter Soldier umgebracht). Stark Industries ist ein Technologie-Konzern, der, unter anderem im Auftrag der US-Regierung, Waffensysteme entwickelt.
Während einer Besichtigung seiner Erfindungen, welche im Vietnamkrieg eingesetzt werden, wird Stark bei einer Bombenexplosion verletzt und von den Nordvietnamesen gefangen genommen. Ein Splitter verletzt ihn sehr nahe an seinem Herzen. Der Warlord Wong-Chu verspricht Stark eine rettende Operation, wenn dieser für die Nordvietnamesen arbeitet. Zusammen mit dem ebenfalls in Gefangenschaft befindlichen Nobelpreisträger für Physik, Ho Yinsen, entwickelt Stark seine erste Iron-Man-Rüstung (Mark One), ein schwer gepanzertes Exoskelett. Dieses gibt Stark einerseits große Kampfkraft, andererseits ist sie für ihn überlebenswichtig, da sie den Metallsplitter in seinem Körper durch einen eingebauten Elektromagneten zurückhält und es ihm erlaubt, aus dem Lager zu fliehen. Dabei lernt Stark seinen späteren Freund Jim Rhodes, einen Hubschrauberpiloten, kennen. Zurück in den Vereinigten Staaten, gibt Tony Stark Iron Man als seinen Bodyguard aus und lebt zwei Identitäten.
Während Iron Man in den ersten Jahren hauptsächlich gegen kommunistische Gegner und Geschäftskonkurrenten kämpft, überdenkt er später die Auswirkungen seiner Militäraufträge. Daraufhin gründet er verschiedene Wohltätigkeitsorganisationen, wie die nach seiner Mutter benannte Maria-Stark-Stiftung. Seitdem gilt Tony Stark als Philanthrop. Iron Man ist ein Gründungsmitglied der Rächer. Dieser Vereinigung von Superhelden stellt er über die Jahre unter anderem die Unterkunft, das Rächer-Hauptquartier, zur Verfügung.
Tony Stark ist ein technisch versierter und erfinderischer Geschäftsmann. Gleichzeitig hat er aber auch persönliche Probleme wie Alkoholismus. Dieser zwingt ihn sogar zeitweilig, die Iron-Man-Rüstung niederzulegen. Sie wird daraufhin von seinem Freund Jim Rhodes getragen. Rhodes erhält später seine eigene Rüstung mit der Iron-Man-Technologie und wird zum Superhelden namens War Machine, welcher an der Seite von Tony Stark kämpft.
In den Filmen des Marvel Cinematic Universe wurde Iron Man von Robert Downey Jr. gespielt.

### Luke Cage
Luke Cage wurde 1972 von Archie Goodwin und John Romita Sr. erschaffen und hatte seinen ersten Auftritt in der Serie Luke Cage, Hero for Hire #1.
Luke besitzt übermenschliche Stärke, eine beschleunigte Selbstheilungskraft sowie eine unzerstörbare Haut. Bei den Heroes for Hire war er oft zusammen mit anderen Superhelden zu sehen wie Iron Fist, Coleen Wing und Misty Knight, mit denen er noch heute eine enge Verbindung hat. Im Jahr 2005 holte ihn der Autor Brian Michael Bendis zur neuen Serie New Avengers dazu, wo er einen festen Platz hatte und auch seine Frau Jessica Jones kennenlernte, mit der er inzwischen ein Kind hat.
Luke war in unterschiedlichen Heldenteams vertreten, neben den New Avengers und Heroes for Hire war er außerdem noch Mitglied bei den Defenders, den Mighty Avengers, Fantastic Four und den Thunderbolts.
Im Marvel Cinematic Universe spielt Mike Colter Luke Cage und hatte hier einen Auftritt in der Serie Marvel’s Jessica Jones. Die erste Staffel einer eigenständigen Serie war ab 30. September 2016 als Marvel’s Luke Cage bei Netflix zu sehen. Luke war auch in der Miniserie Marvel’s The Defenders zu sehen.

### Quicksilver
Genau wie seine Schwester Scarlet Witch war Quicksilver erst Mitglied bei der Bruderschaft der bösen Mutanten und folgte seinem Vater Magneto. Auch er wurde von Jack Kirby und Stan Lee 1964 für X-Men #4 erschaffen. Er ließ seine kriminelle Vergangenheit aber hinter sich und wurde festes Mitglied der Rächer. Sein richtiger Name ist Pietro Django Maximoff und er war auch zeitweise mit der Inhuman Crystal verheiratet, mit der er eine Tochter namens Luna hat. Seine Fähigkeiten sind Supergeschwindigkeit und superschnelle Reflexe.
Die Figur wurde in den Kinofilmen The Return of the First Avenger und Avengers: Age of Ultron von Aaron Taylor-Johnson verkörpert. Hier hat Pietro keine Verbindung zu Magneto und ist auch kein Mutant. Anders bei den X-Men-Verfilmungen: Hier ist Pietro ein Mutant, in X-Men: Apocalypse gibt er an, Magnetos Sohn zu sein. Auch wurde erwähnt, dass er eine Schwester hat, jedoch wurde nicht gesagt, ob es sich um Scarlet Witch handelt. Bei den X-Men-Filmen X-Men: Zukunft ist Vergangenheit und X-Men: Apocalypse wird Quicksilver von Evan Peters verkörpert.

### Scarlet Witch
Scarlet Witch ist ebenfalls ein Stammmitglied der Rächer, mit richtigem Namen heißt sie Wanda Maximoff und ist die Tochter von Magneto und eine Mutantin. Ihren ersten Auftritt hatte sie in dem Comic X-Men #4 aus dem Jahr 1964. Sie war hier an der Seite ihres Vaters als Gegenspieler der X-Men zu sehen und Mitglied der Bruderschaft der bösen Mutanten.
Ihr Zwillingsbruder ist Quicksilver, ebenfalls Mutant und Rächer. Ihre Kräfte sind Wahrscheinlichkeitsmanipulation, Realitätsveränderung und außerdem kann sie Chaosmagie beschwören. Erschaffen wurde die Figur von Stan Lee und Jack Kirby, zeitweise war Wanda mit dem Androiden Vision verheiratet. Ihr Wunsch nach Kindern und fehlende Erinnerungen ließen Wanda schließlich durchdrehen. In diesem Zug wurde Vision zerstört, Hawkeye starb und auch Scott Lang starb scheinbar, erst Doktor Strange hielt Wanda auf, die danach lange Zeit verschwunden war. Auch löschte Wanda 94 % der Mutanten aus, als sie ihnen durch ihre Realitätsveränderung einfach die Kräfte nahm.
Erst Wiccan und Speed, Reinkarnationen ihrer verlorenen Kinder, fanden Wanda wieder, inzwischen ist sie wieder fester Bestandteil des Marvel-Universums.
In den Filmen und den Serien des Marvel Cinematic Universe wurde sie von Elizabeth Olsen verkörpert. Anders als im Comic ist Wanda im Film keine Mutantin und hat auch keine Verbindung zu Magneto.

### Thor
Thor ist der Gott des Donners aus der nordischen Mythologie. Er stammt aus Asgard, der Götterwelt, doch es zieht ihn nach Midgard, unserer Welt. Dort bekämpft er gemeinsam mit den anderen Avengers Superschurken. Seine einzige Waffe ist sein Hammer Mjölnir, mit dem er Donner und Blitze erzeugen kann. Mjölnir kehrt immer wieder zurück zu Thor. Thor ist einer der wenigen, die sich als würdig erwiesen haben Mjölnir zu heben. Oft gerät er in Streit mit seinem Vater Odin, dem Göttervater, der möchte, dass Thor in Asgard bleibt. Sein Adoptivbruder Loki ist ein großer Feind der Avengers geworden, auch wenn Thor der Meinung ist, dass in ihm auch noch ein Funke Gutes steckt.
In den Filmen des Marvel Cinematic Universe wurde Thor von Chris Hemsworth verkörpert.

## Veröffentlichung
Die ursprüngliche Serie wurde von Stan Lee und Jack Kirby im Jahr 1963 geschaffen. Die Serie wurde 1996 mit Ausgabe #402 im Rahmen des Onslaught-Events eingestellt. Für 12 Hefte sollte Zeichner Rob Liefeld die Geschichte der Gruppe in einer neuen Serie übernehmen, jedoch trennte sich Liefeld schon nach sechs Heften von Marvel und die Serie wurde von James Dale Robinson beendet.
Ein weiterer Neustart wurde von Kurt Busiek und George Pérez betreut, die die Serie über 50 Hefte lang prägten. Der letzte Neustart der Rächer erfolgte nach dem Avengers: Disassembled Event, nach dem auch die dritte Rächer-Serie eingestellt wurde. Autor Brian Michael Bendis lässt die Rächer seither in der Serie New Avengers mit einer wieder einmal komplett überarbeiteten Aufstellung auftreten. Mitglieder des Teams sind nun neben Iron Man und Captain America unter anderem Spider-Man und Wolverine.

### Deutsche Veröffentlichung
Die deutsche Veröffentlichung ist bisher bei drei Verlagen erschienen, von 1974 bis 1978 beim Williams Verlag, hier erreichte die Serie 100 Ausgaben.
Im Jahr 1979 übernahm dann der Condor Verlag die Lizenzen und veröffentlichte die Serie im Taschenbuchformat in 47 Ausgaben, die letzte erschien hier im Jahr 1996.
Der Panini Verlag übernahm schließlich die US-Lizenzen von Marvel und veröffentlicht seit 1999 die Serien der Rächer, begonnen wurde hier mit dem Marvel Event Onslaught, bei dem die meisten Rächer verschwanden und als tot galten. Die erste reguläre Heftserie der Rächer bei Panini war die Folgeserie unter dem Banner „Die Wiedergeburt der Helden“. Neben den Rächern erschienen auch Iron Man, Die Fantastischen Vier und Captain America erstmal in Heftform beim Panini Verlag. Die Serie endete nach 13 Ausgaben.
Nach dem vom Marvel Verlag vorgegebenen Ende der „Wiedergeburt der Helden“-Serien startete Panini eine zweite Rächer-Serie, die es auf 10 Ausgaben brachte, man hatte hier als Zweitserie Iron Man mit im Heft und somit war die Ausgabe doppelt so dick als die vorherige Serie, die immer nur ein US-Heft enthalten hatte. Das Zweitserienkonzept stieß bei den Lesern auf wenig Gegenliebe und so endete die Serie schon nach 10 Ausgaben, um im neuen Format zu erscheinen.
Die dritte Rächer-Serie bei Panini erschien ab 2001, hier veröffentlichte Panini nun den Titel zweimonatlich, dafür aber mit vier US-Heften am Stück. Ziel war es bei dieser Veröffentlichung dichter an die US-Veröffentlichungen zu kommen um die Comics aktueller veröffentlichen zu können und nicht zwei Jahre hinter dem aktuellen US-Stand zu sein. Als dies nach etwa sechs Ausgaben der Fall war, behielt man das Format bei und veröffentlichte in dem Format zwei US-Ausgaben sowie Rächer Annuals und andere Sonderausgaben wie etwa in die Handlung einspielende Hefte der Serie Thunderbolts oder eine Miniserie der Figur Tigra. Diese Serie wurde nach 12 Ausgaben eingestellt.
Eine vierte Rächer-Serie folgte im Jahr 2003, erneut erschien die Serie zweimonatlich, hatte nun aber nur noch zwei US-Hefte Inhalt. Nach einem Jahr und sechs Ausgaben wurde auch dieses Format aufgegeben.
Man entschied sich erneut für das Zweitserienkonzept, jedoch dieses Mal, indem man die Ausgaben als gleichwertig im Titel der Serie angab. So erschien ab 2004 die Serie „Die Fantastischen Vier & Die Rächer“. Captain Americas Serie wurde wegen zu geringer Resonanz hingegen vorübergehend in Deutschland eingestellt, Iron Man erschien als „Monster Edition“, einer Art Jahresausgabe.
Die Serie „Die Fantastischen Vier & Die Rächer“ stieß auch auf wenig Gegenliebe beim Kunden und schaffte es auf 15 Ausgaben, sowie vier Serien-Specials, die die letzten Ausgaben sammelten und mit dem Crossover „Heldenfall“ endeten. Bei diesem Comicereignis lösten sich die Rächer auf und wurden in der US-Serie New Avengers vom Autor Brian Michael Bendis neu gegründet. Die Idee hinter der neuen Serie war es nun nicht mehr die mächtigsten Helden des Marvel-Universums zu vereinen, sondern die Publikumslieblinge, so stießen als Teammitglieder etwa Spider-Man und Wolverine zu den Rächern. Panini nutzte diesen Neustart auch und brachte nun den Titel Spider-Man und die neuen Rächer heraus. Die Serie lief von 2005 bis Anfang 2011, erschien überwiegend zweimonatlich mit zwei US-Heften und brachte es auf 35 Ausgaben.
Neugestartet wurde der Titel dann im Zuge des Kinofilms unter dem Titel Avengers im März 2011. Die Serie erschien ab jetzt wieder monatlich und beinhaltete sowohl die neue US-Serie Avengers, als auch die US-Serie New Avengers. Die Serie brachte es auf 28 Ausgaben und wurde schließlich eingestellt und unter dem Titel Avengers (vol.2) neu gestartet. In dieser Serie waren erneut die Abenteuer der US-Serien Avengers und New Avengers enthalten, diese Serie schaffte es auf 36 Ausgaben und wurde im Jahr 2016 eingestellt und im Zuge von „Das brandneue Marvel Universum“ (All New, All Different Marvel) neu gestartet. Die monatliche Serie enthält nun nur noch die Serie Avengers. Andere Avengersserien, wie etwa die New Avengers, die bisher im Heft enthalten waren, wurden nun in Sonderbänden veröffentlicht.
Des Weiteren veröffentlichte Panini viele Nebenserien als Sammelbände, in denen meist sechs oder mehr US-Ausgaben enthalten waren, zum Beispiel: New Avengers (vol.2), Avengers: The Initiative, Mighty Avengers, Uncanny Avengers oder Dark Avengers.

## Verfilmungen
In mehreren Filmen aus Marvel-Produktion wurde nach dem Abspann durch kurze Epilog-Szenen der Boden für eine Verfilmung bereitet. So finden sich solche Szenen in Iron Man, Der unglaubliche Hulk, Iron Man 2, Thor und Captain America: The First Avenger. Am 26. April 2011 gab Marvel bekannt, dass Marvel’s The Avengers in Produktion gehe. Der deutsche Filmstart war ein Jahr später am 26. April 2012. Der Nachfolger Avengers: Age of Ultron kam 2015 in die Kinos, Avengers: Infinity War 2018 und Avengers: Endgame 2019. Iron Man wird von Robert Downey Jr. gespielt, Captain America von Chris Evans, Thor von Chris Hemsworth, Black Widow von Scarlett Johansson, Bruce Banner von Mark Ruffalo und Hawkeye von Jeremy Renner.
1999 erschien die 13-teilige Zeichentrickserie The Avengers – United They Stand. Von 2010 bis 2012 wurde eine Zeichentrickserie mit dem Titel Die Avengers – Die mächtigsten Helden der Welt ausgestrahlt, bestehend aus zwei Staffeln mit je 26 Episoden, sowie 20 jeweils 5 Minuten langen Mini-Episoden. 2013 folgte eine weitere Zeichentrickserie namens Avengers – Gemeinsam unbesiegbar.
Lose basierend auf der Comic-Serie Die Ultimativen erschienen 2006 zwei Direct-To-DVD-Zeichentrickfilme: Ultimate Avengers – The Movie und Ultimate Avengers 2: Rise of the Panther.
Zudem war bereits seit 2010 ein 4D-Film mit dem Titel Marvel Super Heroes 4D im Londoner Madame Tussauds zu sehen. Die Superhelden waren Iron Man, Ms. Marvel, Hulk, Wolverine, Captain America und Spider-Man.